# Lanfranco Zucalli
Lanfranco Zucalli (Trieste, 28 marzo 1921 – Gorizia, 6 settembre 2006) è stato un politico italiano.

## Biografia
Durante la seconda guerra mondiale è ufficiale dell'aeronautica, dopo l'8 settembre 1943 partecipa alla Campagna d'Italia al fianco della quinta armata statunitense. Laureato in lettere e poi in giurisprudenza all'Università di Trieste, lavora come insegnante.
Nel 1963 viene eletto deputato con il Partito Socialista Democratico Italiano nella Circoscrizione Udine-Belluno-Gorizia-Pordenone; nel 1966 confluisce nel PSI-PSDI Unificati. Conclude la propria esperienza parlamentare nel 1968. Successivamente aderisce al Partito Socialista Italiano, con cui ricopre il ruolo di vicesindaco di Gorizia e successivamente di assessore ai Lavori pubblici e alle Finanze; rimane in consiglio comunale con il PSI fino al 1993. Nei primi anni Duemila aderisce al Nuovo PSI.
Muore a Gorizia nel settembre 2006, all'età di 85 anni.